# Motvarjevci
Motvarjevci (madžarsko Szécsiszentlászló)  so naselje v Občini Moravske Toplice.
Zadnja vas Občine Moravske Toplice ob cesti Prosenjakovci – Kobilje – Dobrovnik so dokaj slikoviti Motvarjevci / Szentlászló, ki so od kraja Pordašinci oddaljeni slaba 2 km. Ob koncu vasi, pred ovinkom, v katerem cesta zavije levo proti Kobilju, se druga odcepi desno čez most na Kobiljanskem potoku proti Bukovnici ter nas po približno 15 km skozi Bogojino in Tešanovce pripelje v občinsko središče.
Kraj je opredeljen kot območje, kjer avtohtono živijo pripadniki madžarske narodne skupnosti in kjer je poleg slovenščine uradni jezik tudi madžarščina.

## Reformatorska cerkev
Motvarjevci so najbolj kalvinska vas ne le v Občini Moravske Toplice, temveč v vsem Prekmurju, V njej so namreč skoraj vsi prebivalci kalvinske veroizpovedi. Nekaj kalvinskih družin ali kalvincev posameznikom živi tudi v nekaterih krajih občine, npr. v Središču in v še nekaterih krajih z madžarskim življem, a največ jih je v tem kraju, kjer imajo tudi svojo cerkev in župnijo. 

## Gozdovi
Le nekaj lučajev od vasi jo gozdovi spremljajo z zahodni smeri proti Bogojini, jugozahodno roti Bukovnici, južni proti Dobrovniku ter vzhodni proti madžarski meji. Na tem mestu je potrebno poudariti, da so prav v krogu med Bogojino, Bukovnico, Dobrovnikom, Kobiljem, Motvarjevci, Prosenjakovci in Vučjo Gomilo največji sestoji bukve, gabra, hrasta in bora v vsej prekmurski pokrajini. Bogati niso le z lesom in podrastjo, temveč tudi z veliko vrstami ptic, z divjado in gobami, Če gre hodec skozi gozd iz Motvarjevec v smeri proti Bogojini, se kmalu sreča s 100-letnimi bukvami, ki jih sicer ni veliko po številu, a so impozantne v svoji mogočnosti, v svoji ogromnosti. 

## Voglerjeva koča
Brunarica je nekdaj posestnikom Voglerjem služila v gozdarsko – lovske namene, v začetku leta 1945 pa bila kar nekaj časa zatočišče in skrivališče borcev 1. Prekmurske partizanske čete. Samo kakšnih dvesto metrov nižje od koče proti zahodu so Voglerji, ki si na tem območju premogli veliko zemlje, pred mnogimi leti na eno od dreves bogve zakaj dali postaviti Marijin kip, ki pa je bil najbrž uničen v podtaknjenem požaru po drugi svetovni vojni. Danes ga nadomešča majhen kipec Matere božje. 

## Kulturno društvo József Attila
Nastal je na pobudo skupine vaščanov, ki so že nekaj let pred ustanovitvijo društva uspešno nastopali na domačih proslavah. Pod mentorstvom domače učiteljice Matilda Vörös in harmonikarja Geze Dora starejšega je aktivno delovala folklorna skupina, recitatorji in pevski zbor. Oktobra leta 1979so na ustanovnem občnem zboru sprejeli Pravila društva, podrobni program dela in izvolili predsednika ter upravni in nadzorni zbor.
Nekaj let po ustanovitvi kulturnega društva so aktivno delovali še mešani pevski zbor, ljudske pevke, ki so pozneje postale ženski tercet, ter solo pevec in recitatorji. V devetdesetih letih se je formirala aktivna ritmična skupina mladih, ki so razveseljevali domače občinstvo in gostovali tudi izven domačega kraja.